# بوشطاطة
بوشطاطة،  مدينة و بلدية تابعة إقليميا إلى دائرة الحدائق ولاية سكيكدة الجزائرية.

## الموقع الجغرافي
تحدها شمالا بلدية عين زويت وشرقا  بلدية الحدائق وغربا دائرة تمالوس وتحدها بلدية أمجاز الدشيش من الجنوب الشرقي و بلدية سيدي مزغيش من الجنوب الغربي وتحدها من الشمال الجنوبي بلدية رمضان جمال وهي من أكبر البلديات من حيث التوسع الجغرافي فهي تمتاز بطبيعة خلابة خصوصا جهة الشمال وتعتبر من بين اقرب البلديات لمقر الولاية حوالي 17 كم تعدادها السكاني حوالي 12000 نسمة يمارس الزراعة كمصدر اساسي وخدمات السياحة

## وصلات أخرى

### وصلات داخلية
- ولاية سكيكدة

### وصلات خارجية
- موقع الرسمي لولاية سكيكدة
- موقع منتدى سكيكدة

1. ↑  GeoNames (بالإنجليزية), 2005, QID:Q830106
2. ↑  Algeria Municipalities نسخة محفوظة 18 يوليو 2017 على موقع واي باك مشين.